# Hybocodon cryptus
Hybocodon cryptus is een hydroïdpoliep uit de familie Tubulariidae. De poliep komt uit het geslacht Hybocodon. Hybocodon cryptus werd in 1984 voor het eerst wetenschappelijk beschreven door Watson. 